# Романув (гміна Янув-Подляський)
Романув (пол. Romanów) — село в Польщі, у гміні Янів Підляський Більського повіту Люблінського воєводства.
Населення — 89 осіб (2011).
У 1975-1998 роках село належало до Білопідляського воєводства.

## Демографія
Демографічна структура станом на 31 березня 2011 року:
|          | Загалом | Допрацездатний вік | Працездатний вік | Постпрацездатний вік |
| -------- | ------- | ------------------ | ---------------- | -------------------- |
| Чоловіки | 44      | 8                  | 26               | 10                   |
| Жінки    | 45      | 9                  | 19               | 17                   |
| Разом    | 89      | 17                 | 45               | 27                   |